# Inconel

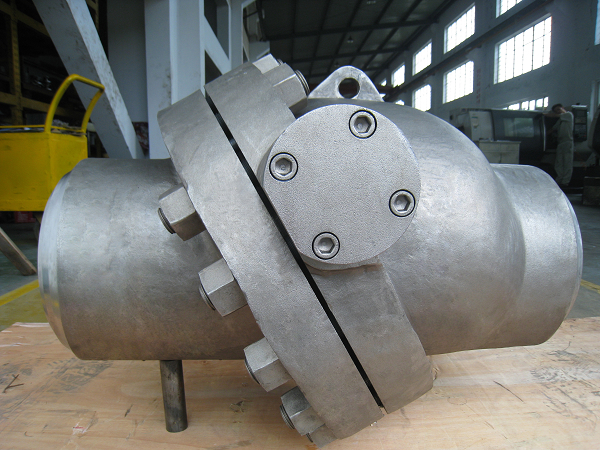
Werkstück aus Inconel

Inconel ist ein Markenname der Firma Special Metals Corporation für eine Reihe von korrosionsbeständigen Nickelbasislegierungen. Sie werden vor allem für Hochtemperatur-Anwendungen benutzt. Im englischen Sprachraum werden sie oft mit Inco abgekürzt. Neben Inconel sind auch die Handelsnamen Chronin, Altemp, Haynes, Nickelvac und Nicrofer üblich.

## Zusammensetzung
Die einzelnen Produkte besitzen unterschiedliche Zusammensetzungen. Allen gemein ist Nickel als Hauptkomponente und Chrom als wichtigste Nebenkomponente. Zusätzlich können die folgenden Elemente enthalten sein: Eisen, Molybdän, Niob, Kobalt, Mangan, Kupfer, Aluminium, Titan, Silizium, Kohlenstoff, Schwefel, Phosphor und Bor.

## Eigenschaften
Die Legierungen sind gut gegen Korrosion beständig, so dass sie für die Anwendung in extremen Umgebungen geeignet sind. Beim Erhitzen bildet sich eine dicke, stabile Oxidschicht, die die Oberfläche schützt. Die Festigkeit bleibt über einen breiten Temperaturbereich erhalten. Dies macht die Legierungen insbesondere für Hochtemperaturanwendungen relevant, bei denen Aluminium und Stahl instabil sind.

## Verarbeitung
Inconel-Legierungen gelten als schwer verarbeitbar für klassische Umformtechniken, da eine schnelle Kaltverfestigung einsetzt. Bei weiteren Umformschritten wird daher entweder das Werkstück oder das Werkzeug deformiert. Aus diesem Grund wird zumeist eine leistungsstarke, aber langsame Werkzeugmaschine verwendet, so dass die Anzahl der benötigten Verfahrensschritte möglichst klein gehalten wird. Alternativ ist es auch möglich, nur die letzten Verfahrensschritte kalt durchzuführen. Gewindebohrungen werden durch Anschweißen oder Anlöten von Stahleinlagen mit Innengewinde realisiert. Das Schneiden wird häufig mit einer Wasserstrahlschneidemaschine durchgeführt, ebenso ist die Verwendung von Keramik als Schneidstoff möglich. Das Schweißen gestaltet sich aufgrund von Rissbildung und Separation der Legierungsbestandteile in der Nähe der Schweißnaht ebenfalls schwierig. Weiterentwicklungen in der Legierungsformulierung sollen dieses Problem beheben oder mildern. Der häufigste Weg, damit umzugehen, ist jedoch das Wolfram-Inertgasschweißen, aber auch das Elektronenstrahl- oder Rotationsreibschweißen sind gängige Fügetechnologien. Ein besonderer Weg wird bei der Herstellung der SuperDraco-Raketentriebwerksdüsen beschritten, in dem die Legierung durch Laser-Sintern in einem 3D-Druckverfahren geformt wird, so dass nur noch wenige Nachbearbeitungsschritte nötig sind.

## Anwendungen
Inconel-Legierungen werden häufig in Bereichen mit extrem hoher Temperaturbelastung eingesetzt. Verdichter- und Turbinenschaufeln oder Brennkammern in Gasturbinen sind typische Einsatzbereiche. Ebenfalls möglich ist der Einsatz in Turboladern und als Werkstoff für Auslassventile bei aufgeladenen Verbrennungsmotoren. Dort ersetzen sie die natriumgefüllten Auslassventile. Wegen des hohen Preises kommen sie allerdings nur für Tuning und Motorsport in Frage. In der Formel 1 werden u. a. Auspuffkrümmer aus Inconel gefertigt. Weitere Anwendungen finden sich bei chemischen Reaktoren und Dampfkesseln sowie Schalldämpfern bei Feuerwaffen. Häufige Verwendung findet Inconel zum Beispiel in Reaktoren, Kernreaktoren, Rohrleitungen und Ventilen der chemischen und pharmazeutischen Industrie. Ein Einsatzgebiet findet sich hier beispielsweise bei der Verarbeitung von mit H2S- und/oder CO2-haltigen Medien. Alternativen im Chemieanlagenbau bieten neben anderen Nickelbasislegierungen auch Bauteile aus unlegierten Stählen oder GFK, die mit einer chemisch beständigen Auskleidung z. B. aus Perfluoralkoxylalkan (PFA), ausgekleidet sind. Ebenfalls in der Praxis eingesetzt werden emaillierte Bauteile.
Die Außenhaut des Raketenflugzeugs X-15 und einige verschiedene Bauteile des Airbus A380 wurden ebenfalls mit einer der Legierungen konstruiert.